# Vernon Smith (cestista)
Vernon Dean Smith (Dallas, 23 ottobre 1959 – Dallas, 8 luglio 1992) è stato un cestista statunitense, professionista in Italia e in Spagna.

## Carriera
Venne selezionato dai Philadelphia 76ers al secondo giro del Draft NBA 1981 (46ª scelta assoluta).